# Стенгерс, Изабель
Изабель Стенгерс — бельгийский философ, специалист по Уайтхеду и философии науки, профессор философии Брюссельского свободного университета (франкоязычного), и обладатель Гран-при по философии от Французской академии 1993 года. Соосновательница издательства Empêcheurs de penser en rond.

## Биография
Научные интересы Изабель Стенгерс охватывают философию и историю науки; сотрудничество в регулярном журнале Multitudes (фр.: "Множества"); участие в редколлегии журнала экологической политики Cosmopolitiques.
Изабель Стенгерс известна по своей первой книге  La Nouvelle Alliance (1979) (фр.: "Новый Завет") — в соавторстве  с Ильёй Пригожиным (российско-бельгийским физикохимиком, лауреатом Нобелевской премии, известным трудами по диссипативным структурам, сложным системам, необратимости; особенно же — книгой "Порядок из хаоса и конец определенности: время, хаос и новые законы природы"), книга посвящена теории хаоса,  вопросам времени и необратимости.
Вместе с Пригожиным написали книгу «Диалог с природой», где предприняли попытку обрисовать философские последствия неравновесной термодинамики.
Стенгерс и Пригожин часто зачерпывали из работ Жиля Делёза, считая его труды важным источником идей по философии необратимости и Вселенной как открытой системы.
Стенгерс написала об английском философе Альфреде Норте Уайтхеде; другие её работы затронули континентальных философов, таких как Мишель Серр, Жильбер Симондон и Жиль Делёз. В сотрудничестве с психиатром Леоном Шертоком написала «Критика психоанализа» (в которой психоанализ критикуется за пренебрежение гипнозом). Критикует капитализм с экологических позиций. Стенгерс также сотрудничала с социологом науки Бруно Латуром.
Самыми недавними работами Стенгерс являются, во-первых, предложение по Космополитике, ключевым аспектом которой Бруно Латур называет "прогрессивный состав единого мира", в котором не-гуманоиды и люди тесно взаимосвязаны; во-вторых, пересмотр и прагматичная модуляция ею, Стенгерс, спекулятивной философии Альфреда Норта Уайтхеда.
В 1990 году совместно с Филиппом Пиньярром основала издательство Empêcheurs de penser en rond.

## Семья
Стенгерс — дочь историка Jean Stengers'а.

## Награды
- 1993 : Гран-при по философии Французской академии
- 1996 : приз пятилетки от франкоязычного сообщества Бельгии за книгу "Изобретение современных наук"
- 2010 : приз Ernest-John Solvay за достижения в области социальных и гуманитарных наук

## Позиция
В июне 2017 года, она вместе с двадцатью интеллектуалами выступает в поддержку Houria Bouteldja в журнале Le Monde, где заявляется, в частности: « ce qui est visé à travers la violence des attaques qui la ciblent, c’est l’antiracisme politique dans son ensemble ».

## Публикации

### Монографии
- La Volonté de faire science. À propos de la psychanalyse, Paris, Les Empêcheurs de penser en rond, 1992
- L’Invention des sciences modernes, Paris, La Découverte, 1993 (réédition Flammarion, « Champs » no 308)
- Souviens-toi que je suis Médée, Paris, Les Empêcheurs de penser en rond, 1993
- Sciences et pouvoirs. Faut-il en avoir peur ? Bruxelles, Labor, 1997 (réédition La Découverte)
- Cosmopolitiques, en 7 volumes : La guerre des sciences ; L’invention de la mécanique ; Thermodynamique : la réalité physique en crise ; Mécanique quantique : la fin du rêve ; Au nom de la flèche de temps : le défi de Prigogine ; La vie et l’artifice : visages de l’émergence ; Pour en finir avec la tolérance, Paris, La Découverte/Les Empêcheurs de penser en rond, 1997 (réédition Paris, La Découverte, 2003)
- La guerre des sciences aura-t-elle lieu ? , Paris, Les Empêcheurs de penser en rond, 2001
- L'Hypnose entre magie et science, Paris, Les Empêcheurs de penser en rond, 2002
- Penser avec Whitehead. Une libre et sauvage création de concepts, Paris, Le Seuil, « L’ordre philosophique », 2002
- La Vierge et le neutrino. Quel avenir pour les sciences ?, Paris, Les Empêcheurs de penser en rond, 2006
- Au temps des catastrophes. Résister à la barbarie qui vient, Paris, La Découverte, 2008
- Une autre science est possible ! Manifeste pour un ralentissement des sciences, Paris, Les Empêcheurs de penser en rond/La Découverte, 2013
- Civiliser la modernité ? Whitehead et les ruminations du sens commun, Dijon, Les presses du réel, 2017

### Публикации в соавторстве
- совместно с Ильёй Пригожиным, La Nouvelle Alliance. Métamorphose de la science, Paris, Gallimard, 1979 (réédition « Folio-Essais » no 26)
- совместно с Ильёй Пригожиным, Entre le temps et l’éternité, Paris, Fayard, 1988 (réédition Flammarion, « Champs » no 262)
- совместно с Judith Schlanger, Les concepts scientifiques : invention et pouvoir, Paris, La Découverte, 1989
- совместно с Леоном Шертоком, Le Cœur et la Raison. L’hypnose en question de Lavoisier à Lacan, Paris, Payot, 1989
- совместно с Леоном Шертоком, L’Hypnose, blessure narcissique, Paris, Les Empêcheurs de penser en rond, 1990
- совместно с Леоном Шертоком и Didier Gille, Mémoires d’un hérétique, Paris, La Découverte, 1990
- совместно с Olivier Ralet, Drogues. Le défi hollandais, Paris, Les Empêcheurs de penser en rond, 1991
- совместно с Bernadette Bensaude-Vincent, Histoire de la chimie, Paris, La Découverte, 1993
- совместно с Tobie Nathan, Médecins et sorciers, Paris, Les Empêcheurs de penser en rond, 1995
- совместно с Jan Marejko, Ilya Prigogine, etc, Temps cosmique et histoire humaine, Vrin, Paris, 1996,
- совместно с Tobie Nathan et Lucien Hounkpatin, La damnation de Freud, Paris, Les Empêcheurs de penser en rond, 1997
- совместно с Bernadette Bensaude-Vincent, 100 mots pour commencer à penser les sciences, Paris, Les Empêcheurs de penser en rond, 2003
- совместно с Pierre Sonigo, L’Évolution, Coll. « Mot à Mot », Paris, EDP Sciences, 2003
- совместно с Philippe Pignarre, La Sorcellerie capitaliste, Paris, La Découverte, 2005
- совместно с Vinciane Despret, Les Faiseuses d'histoires : que font les femmes à la pensée ?, Paris, Les Empêcheurs de penser en rond, 2011

### Научное руководство коллективами авторов
- D’une science à l’autre. Des concepts nomades, Paris, Seuil, 1987
- Importance de l’hypnose, Paris, Les Empêcheurs de penser en rond, 1993
- L’Effet Whitehead, Paris, Vrin, 1994
- Gestes spéculatifs, Dijon, Presses du réel, 2016

### В сборниках
- Le Livre noir de la psychanalyse, sous la direction de Catherine Meyer, 2005, Les Arènes  (ISBN 2-912485-88-6)

### Предисловия и послесловия
- Claude de Jonckheere, Agir envers autrui : Modèles d'action dans les professions de l'aide psychosociale, Delachaux et Niestlé, 2001
- Collectif sans ticket, Le livre-accès, Le Cerisier, 2001
- Starhawk, Femmes, magie et politique, Paris, Les Empêcheurs de penser en rond, 2003
- Anne Querrien, L'école mutuelle, une pédagogie trop efficace ?, Paris, Les Empêcheurs de penser en rond, 2005
- Didier Debaise, Un empirisme spéculatif. Lecture de Procès et réalité de Whitehead, Paris, Vrin, 2006
- Étienne Souriau, Les Différents Modes d'existence, Paris, PUF, 2009. (Le sphinx de l'œuvre, texte rédigé en collaboration avec Bruno Latour)
- Josep Rafanell i Orra, En finir avec le capitalisme thérapeutique. Soin, politique et communauté, Paris, Les Empêcheurs de penser en rond, 2011
- David Abram, Comment la Terre s'est tue La Découverte 2013
- Martin Savransky, The Adventure of Relevance. Basingstoke: Palgrave Macmillan, 2016.

## Кино и телевидение

### Сценарист
- 1984 : Ирен и Фред, телефильм Roger Kahane

### Участие в теледебатах
- 1996 : Исследователи НЛО, вечер тема-обсуждение ARTE от 17 марта 1996 года, режиссер Philippe Nahoun